# کالانگادو، استرالیای جنوبی
کالانگادو (به انگلیسی: Kalangadoo) یک شهرک در استرالیا است که در استرالیای جنوبی واقع شده‌است.